# Ллойд (Нью-Йорк)
Ллойд — город в округе Алстер в штате Нью-Йорк США. По данным переписи 2020 года, численность населения составляла 11 133 человека. Входит в объединённую статистическую зону Нью-Йорка.
Расположен в восточной части округа Алстер. Трасса США 9W проходит с севера на юг в восточной части города. Через юго-восточную часть города проходят параллельные трассы США 44 и Нью-Йорка 55. Маршрут NY 299 также проходит с востока на запад через весь город. Ллойд находится на противоположной от Покипси, штат Нью-Йорк стороне реки Гудзон, с которым он связан мостом Мид-Гудзон и пешеходной дорожкой через Гудзон.

## История
Город был создан 15 апреля 1845 года на основании акта Легислатуры штата Нью-Йорк. Территория города была выделена из города Нью-Полц, штат Нью-Йорк. Первое городское собрание состоялось три недели спустя, 6 мая. Были выбраны первые городские чиновники, в том числе городской голова Рубен Дейо, мировые судьи Сайлас Сакстон, Джон Б. Хауэлл и Джон Л. Дейо, а Хасбрук Лефевр стал городским секретарём.